# سولارود

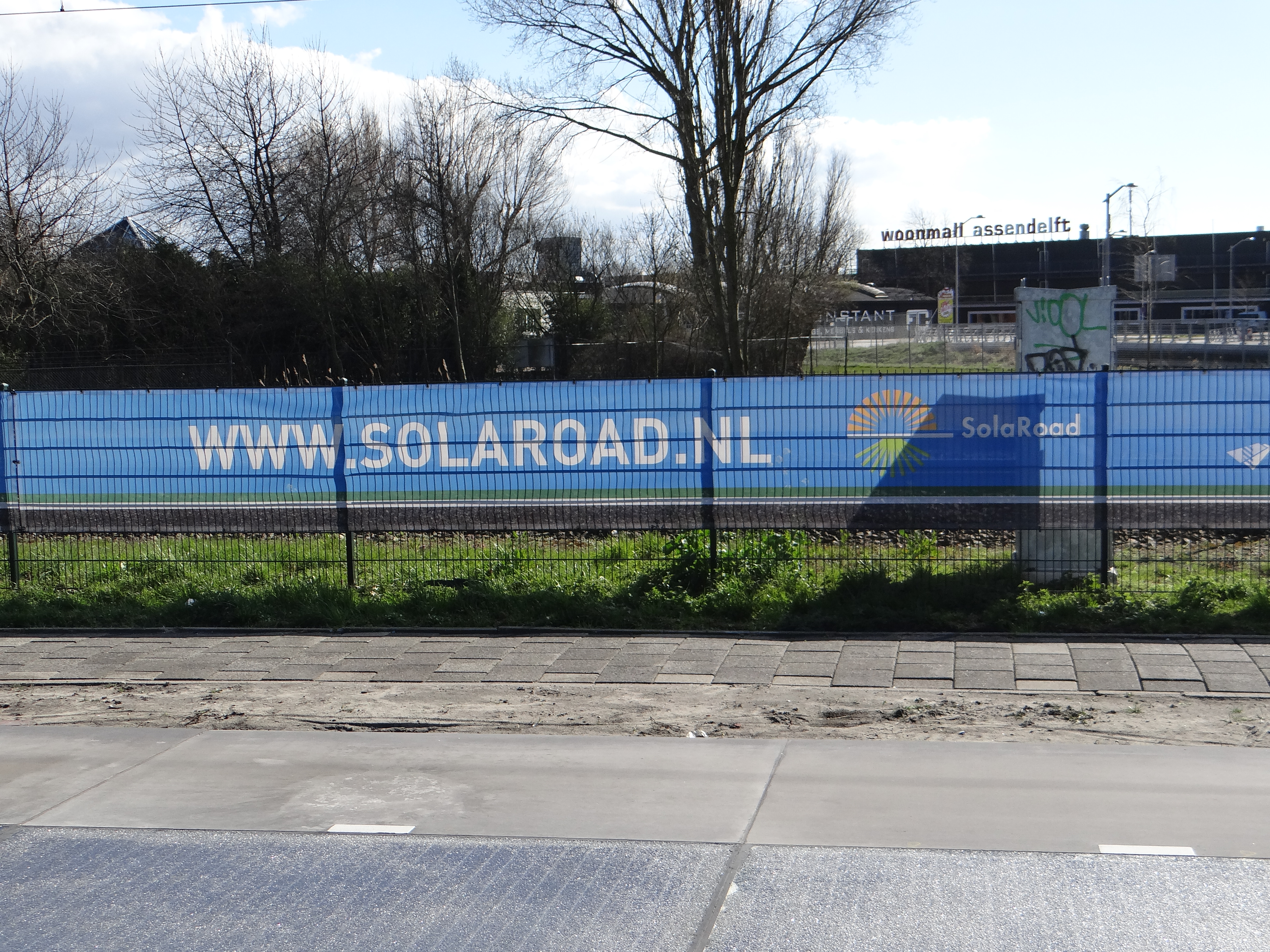
SolaRoad

SolaRoad اولین مسیر دوچرخه سواری ساخته شده از پانل‌های خورشیدی در جهان، و پروژه آزمایشی امکان‌سنجی طرح‌های پیشنهادی مختلف برای بزرگراه‌های هوشمند است. ۷۲ متر (۲۳۶ فوت) از مسیر در هفته ۲۱ اکتبر سال ۲۰۱۴ افتتاح، و توسط یک کنسرسیوم از سازمان‌ها، که مسیر کرومنی به هلند را ساخته بودند؛ طراحی شده است.
مسیر به طور رسمی در ماه نوامبر سال ۲۰۱۴ توسط وزارت هلندی کمپ انرژی هنک افتتاح شد.

## کنسرسیوم
این فناوری توسط یک کنسرسیوم متشکل از سازمان هلندی برای اعمال پژوهش‌های علمی (TNO)، مؤسسه شهرسازی ایم تک و اومس با کمک مالی ۱٫۵ میلیون دلار از استان (شهرستان) هلند شمالی به عنوان مالک مسیر توسعه داده شد. کل هزینه این پروژه آزمایشی ۳٫۵ میلیون دلار بود. علاوه بر ۱٫۵ میلیون دلار تأمین شده توسط استان هلند شمالی، شرکت‌های علمی پژوهشی TNO، شهرسازی اومس، ایم تک و پروژه اروپایی پی وی-سین (تا حدی یارانه توسط دولت هلند) سهیم شدند.

## تکنولوژی
سطح جاده متشکل از پانل‌های پیش ساخته با سطح یک سانتی‌متری (۰٫۳۹ اینچ) شیشه نازک سخت شده است. در زیر این سطح شیشه‌ای سلول‌های خورشیدی نصب شده است. شرکت علمی پژوهشی TNO بیان می‌کند که این انرژی می‌تواند برای روشنایی جاده، چراغ‌های راهنمایی و علائم جاده استفاده می‌شود. این انرژی به خانه‌های محلی نیز رسانده می‌شود. شرکت علمی پژوهشی TNO فکر می‌کند در آینده وسایل نقلیه الکتریکی ممکن است توسط خود جاده رانده شوند. [۵] این نمونه اولیه بیش از سه سال آینده مورد مطالعه قرار خواهد گرفت.
در ماه اول، این مسیر انرژی کافی برای حفظ یک خانواده را تحویل داده است.

## مشکلات
در ۲۶ دسامبر ۲۰۱۴، ۱ متر مربع (۱۱ فوت مربع) بخش فوقانی پوشش از لایه شیشه‌ای جا شده بود، و آن بخش از مسیر دوچرخه سواری در دست تعمیر واقع شد.
در اکتبر ۲۰۱۵ بخش فوقانی پوشش در بدترین شرایط ممکن بود که جایگزین شد.
منتقدان این فناوری چندین مشکل را مشاهده کرده‌اند:
- پانل‌های ممکن است کثیف شوند، چرا که آنها به صورت تخت در پهنا چیده شده‌اند. گل، برف و غیره ممکن است بر روی سطح تجمع می‌یابد.
- پانل‌های نمی‌تواند برای بالاترین بهره‌وری در یک سقف به صورت شیبدار نصب شوند.
- دوچرخه سواران نور خورشید را در هنگام عبور مسدود کند.
- هزینه‌ها بالا در نظر گرفته شده است (۳–۴ بار پانل‌های خورشیدی بر روی پشت بام و یک لایه آسفالت متداول؛ حدود ۱۰۰۰ تا ۱۴۰۰ دلار در هر متر مربع (۱۱ فوت مربع)).
- هزینه‌های بالا برای شبکه اتصالات، که با ابعاد بیشتر برای اوج بار تنها در تابستان گرفته شده است.
- مجموع اثرات زیست‌محیطی در طول عمر (LCA) انتظار رفته شده منفی است، به دلیل سهم منفی از اسلب بتون مسلح و اپوکسی بالا لایه پوشش در ترکیب با نسبت تقریباً کمی از برق تولید شده.

## نتایج آزمایشی
پس از شش ماه نتیجه آزمایش مهندسین «بهتر از حد انتظار" بوده است. استن د ویت؛ سخنران منتخب شرکت برای Solaroad: "اگر ما این را به عملکرد سالانه تبدیل کنیم، انتظار ما بیشتر از ۷۰ کیلووات ساعت در هر متر مربع در سال است."
وبلاگ EEV نتایج ۶ ماه از آزمایش SolaRoad حاصل از داده‌های سه سیستم خورشیدی واقع در پشت بام در عرض چند کیلومتر جاده را مورد مقایسه قرار داده است. داده‌ها نشان داد که سیستم‌های خورشیدی پشت بام دو برابر خروجی SolaRoad در هر متر مربع در مدت مشابه تولید دارند.
در نوامبر سال ۲۰۱۵ اعلام شد که مسیر در یک سال ۹۸۰۰ کیلووات ساعت برق تولید کرده است.

## طرح‌های پیشنهادی قابل مقایسه
- جاده‌های خورشیدی
- بزرگراه هوشمند

یک خط نوآورانه دوچرخه در کره جنوبی دارای یک سقف خورشیدی تأمین کننده پناهگاه برای دوچرخه سواران از خورشید و باران در ضمن تولید برق است. در این مفهوم پانل‌های خورشیدی مستقیماً در سود آورترین موقعیت برای بهره‌وری مطلوب قرار دارند.
۳۲ کیلومتر (۲۰ مایل) مسیر بین دایجون و سجونگ در وسط یک بزرگراه شش خط اجرا می‌شود.